# Македонско дружество „Съгласие“
Македонското дружество „Съгласие“ е българска организация в Кюстенджа, Северна Добруджа, Румъния. 

## История
Основана е на 18 януари 1895 година от Пападопов, Иван Бешевлиев - директор на Кюстендженското българско училище, Пенчо Маринов - директор на Бабадашкото българско училище, Христо Илиев и Петър Глушков - учители в Кюстенджа, Константин Фичев - книжар и Стойко Николов - търговец.
Целта на организацията е да организира българската колония в града и да подпомага сънародниците от останалите под османска власт области. В дейността му се включват 75 души – работници, учители и граждани. Събират и препращат парични средства в София чрез Христо Илиев, който с 50 души чета участва в Четническата акция на Македонския комитет.
Дружеството поддържа връзки с ЦК на ВМОРО, но под натиск от Високата порта Румъния го закрива през август 1895 година, а ръководството и активистите му са арестувани. През 1896 година в града пристига новият директор на българското училище Асен Марчинков, който възобновява дейността на дружеството. През октомври 1902 година той установява връзки с ВМОК, след което приютява и подпомага 12 въстаници от Горноджумайското въстание. По-късно тайно изпраща средства и четници в Македония преди началото на Илинденско-Преображенското въстание. След потушаването на въстанието дружеството прекратява дейността си.